# Matanza (Valderrey)
Matanza es una localidad del municipio leonés de Valderrey, en la Comunidad Autónoma de Castilla y León. 
La iglesia está dedicada a los santos Cosme y Damián.

## Localidades limítrofes
Confina con las siguientes localidades:
- Al noreste con Cuevas.
- Al este con Valderrey.
- Al sureste con Bustos.
- Al sur con Tejados.
- Al suroeste con Curillas.
- Al oeste con Santiago Millas.
- Al noroeste con Oteruelo de la Valduerna y Piedralba.

## Demografía
Evolución de la población
| Gráfica de evolución demográfica de Matanza entre 2000 y 2021      |
|                                                                    |
| Población de derecho (2000-2021) según el padrón municipal del INE |

## Historia
Así se describe a Matanza en el tomo XI del Diccionario geográfico-estadístico-histórico de España y sus posesiones de Ultramar, obra impulsada por Pascual Madoz a mediados del siglo XIX:

Lugar en la provincia de León, partido judicial y diócesis de Astorga, audiencia territorial y capitanía general de Valladolid, ayuntamiento de Valderrey; Situado en llano en la comarca denominada la Cepeda; su clima no es muy frío; sus enfermedades comunes algunos catarros y pulmonías. Tiene unas 48 casas; escuela de primeras letras por temporada; iglesia anejo de Valderrey, dedicada a San Cosme y San Damián, y servida por un coadjutor, y buenas aguas potables. Confina N la matriz; E Riego de la Vega; S Currillas, y O Santiago de Millas. El terreno es de mediana calidad. Producciones: centeno, cebada, algún trigo y pastos; cría ganado vacuno, lanar y cabrío y caza de varios animales. Población: 47 vecinos, 204 almas. Contribución: con el ayuntamiento.
Diccionario geográfico-estadístico-histórico de España y sus posesiones de Ultramar